# François Nicholas Riss

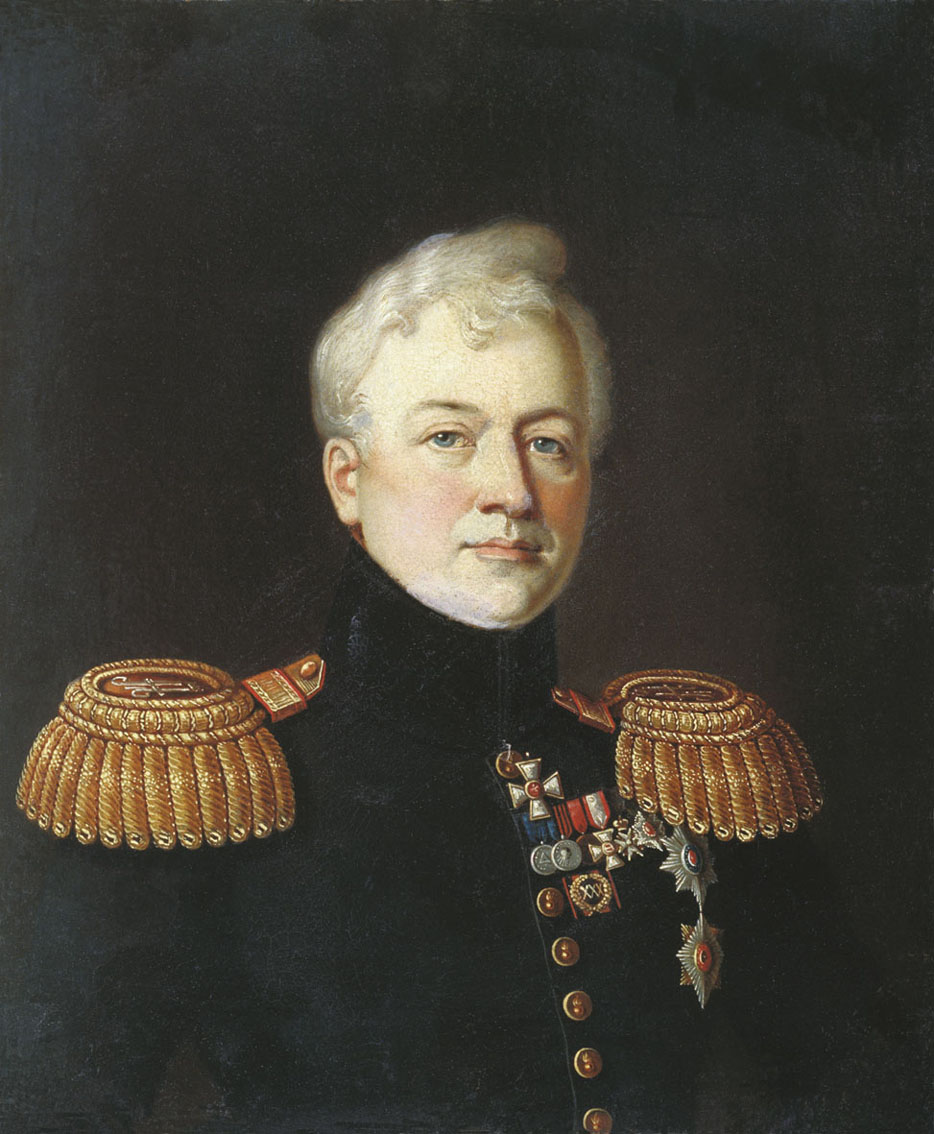
François Riss: Porträt von Prinz D.V.Golizyn

François Nicholas Riss (russisch Франц Николаевич Рисс/Franz Nikolajewitsch Riss; * 1804 in Moskau; † 1886) war ein Maler französischer Abstammung, in Frankreich und Russland tätig. 
In Russland geboren, studierte er Malerei in Paris beim Baron Antoine-Jean Gros. Seine Ehefrau, Pauline, beschäftigte sich ebenfalls mit der Malerei. Während seines Aufenthaltes in Frankreich schuf er meistens Porträts, darunter das bekannte Bildnis des Entdeckers von Kanada, Jacques Cartier. In den dreißiger Jahren des 19. Jahrhunderts kehrte er nach Russland heim und siedelte in Sankt Petersburg an. Dort malte er Porträts von u. a. von den Prinzen Grigori Wolkonski und Alexei Golizyn, sowie vom Dichter Wassili Andrejewitsch Schukowski. Das Porträt von Schukowski brachte ihm 1833 die Ernennung zum Akademiker der Porträtmalerei. 1863 wurde er mit der Ehrenmitgliedschaft der Akademie der Schönen Künste geehrt. Riss nahm an der Erstellung von Wandmalereien der Sankt-Petersburger Isaakskathedrale teil. 
Sein Sohn Paul Riss (1831–1861) unternahm Forschungsreisen nach Kaukasus und Nordpersien. Er veröffentlichte "Общие замечания о южном береге Каспийского моря" (Allgemeine Anmerkungen über die Südküste des Kaspischen Sees). 

## Quelle
- Biographie auf biografija.ru (russisch)

| Personendaten    | Personendaten                                                 |
| ---------------- | ------------------------------------------------------------- |
| NAME             | Riss, François Nicholas                                       |
| ALTERNATIVNAMEN  | Riss, Franz Nikolajewitsch; Рисс, Франц Николаевич (russisch) |
| KURZBESCHREIBUNG | russischer Maler französischer Abstammung                     |
| GEBURTSDATUM     | 1804                                                          |
| GEBURTSORT       | Moskau                                                        |
| STERBEDATUM      | 1886                                                          |